# Казимир V (герцог Померании)
Казимир V (ок. 1381 — 5 мая/10 декабря 1434) — герцог Померании-Штеттина из династии Грифичей (1413—1434). До 1428 года правил совместно со старшим братом Оттоном II, а после его смерти — самостоятельно.

## Биография
Младший сын Святобора I (ок. 1351—1413), герцога Померании-Щецина (1372—1413), и Анны Нюрнбергской (1360—1413).
В 1410 году Казимир был отправлен своим отцом Святобором во главе отряда поморских рыцарей на помощь тевтонским рыцарям-крестоносцам в войне против Польского королевства и Великого княжества Литовского. Казимир участвовал в знаменитой битве при Грюнвальде, где попал в плен к польскому королю Владиславу Ягелло. После победы союзников над крестоносцами польский монарх пригласил пленного герцога Казимира на триумфальный пир. 8 июня 1411 года он был освобожден из польского плена. За него выступил поручителем Богуслав VIII, герцог Старгардский и Слупский. В дальнейшем герцоги Щецина были союзниками Польского королевства.
В 1412 году вместе со своим братом-соправителем Оттоном II принимал участие в военном конфликте с Бранденбургским курфюршеством, в котором братья одержали победу. В 1413 году после смерти своего отца Святобора Оттон и Казимир унаследовали Щецинское герцогство и продолжили войну против Бранденбурга. В 1415 году новый бранденбургский курфюрст Фридрих Гогенцоллерн захватил и присоединил к своим владениям Пограничную Марку (Уккермарк).
В 1420 году при поддержке польских войск герцоги Оттон и Казимир Щецинские вернули себе утраченные земли (Уккермарк), но это было кратковременным успехом. Вскоре братья потерпели поражение от бранденбуржцев и потеряли Пограничную Марку. В 1425 году военные действия из-за Пограничной Марки вновь возобновились. Герцоги Щецинские вновь обратились за помощью к королю Польши Владиславу Ягелло, который прислал им на помощь войско под командованием Яна из Чарнкова. Военный конфликт закончился миром, заключенным в Эберсвальде в 1427 году. Пограничная Марка (Уккермарке) осталась под юрисдикцией Бранденбурга.
В 1428 году после смерти своего старшего брата Оттона II Казимир стал единовластно править в Щецинском герцогстве. В конце своего правления он начал расширять герцогский замок в Щецине (строительство южного крыла). Расширение щецинского замка было вызвано конфликтом герцога с городским советом.
Казимир V скончался между 5 мая и 10 декабря 1434 года (согласно Эдварду Римару). Он был похоронен в часовне Святого Отто в Щецинском замке.

## Семья и дети
Казимир V был дважды женат. Его первой женой была Катарина (ум. 1429), дочь Бернарда I, герцога Брауншвейг-Люнебургского, и Маргариты Саксен-Виттенбергской. Дети от первого брака:
- Иоахим Старший (ок. 1420—1422), умер в детстве
- Анна (ок. 1421—1459), жена с 1436 года герцога Иоганна V Мекленбург-Шверинского (1418—1442/1443)
- Малгожата (Маргарита) (ок. 1422—1464/1467), жена графа Альбрехта III (VIII) фон Линдов-Руппин
- Иоахим Младший (ок. 1424—1451), герцог Померании-Штеттина (1434—1451)

Вторично женился на Елизавете (ум. 1452), дочери герцога Эриха I Брауншвейг-Грубенгагенского (ок. 1383—1427) и Елизаветы Брауншвейг-Гёттингенской. Второй брак был бездетным.